# Represa de Cíjara
A represa de Cíjara foi construída no ano 1956 dentro das actuações do Plano Badajoz sobre o rio Guadiana num enclave denominado Porta de Cíjara, no limite entre as províncias de Cáceres e Badajoz.
Inunda um total de 6565 ha e tem um comprimento de cota de 45 km, afetando aos núcleos da população de Villarta dos Montes, Helechosa dos Montes, Povoado de Cíjara, Anchuras, Bohonal de los Montes, Santa Quitera e Puerto Rey. Os principais rios que o enchem são o Guadiana e o rio Estena.

## Meio natural

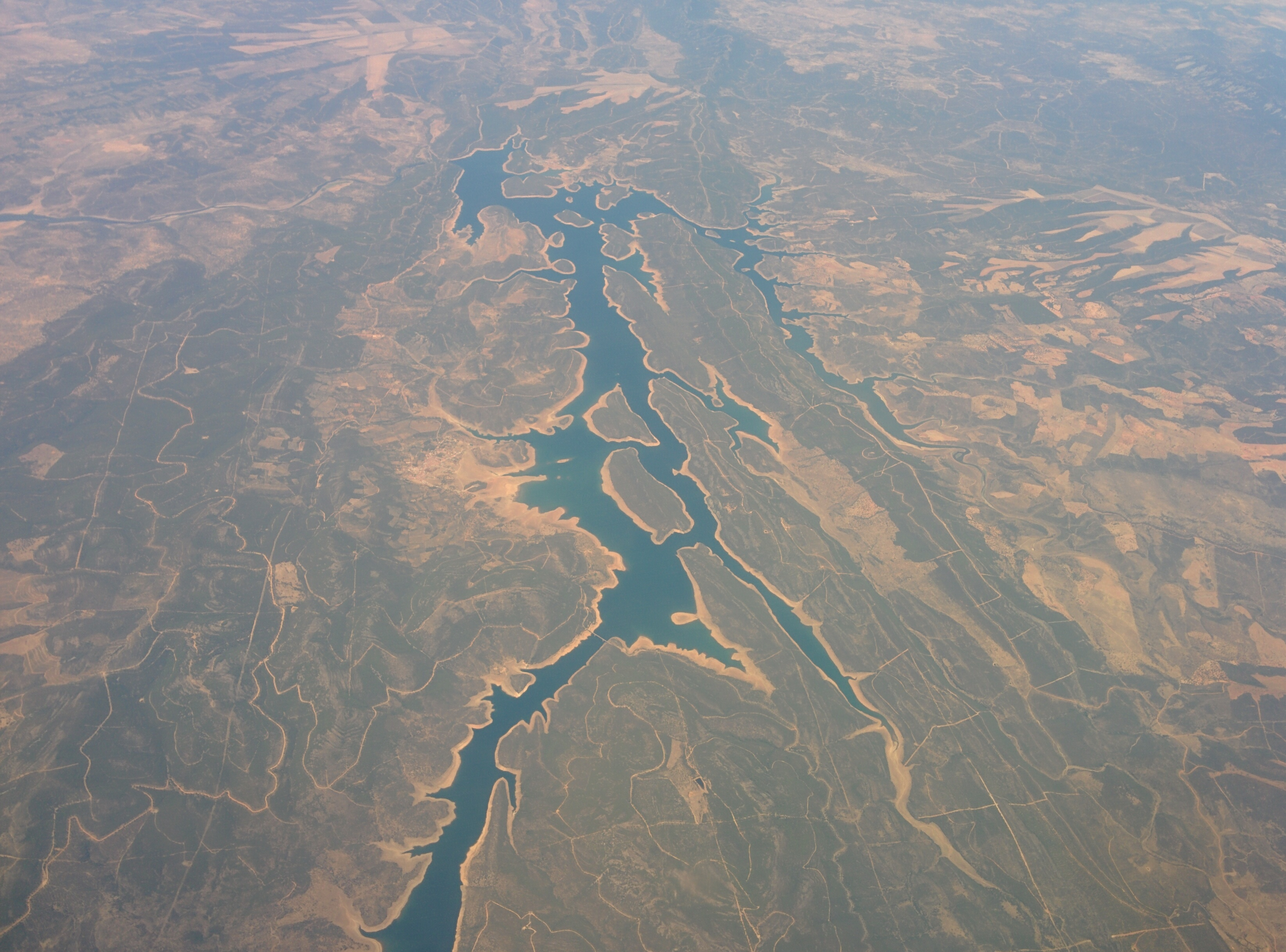
Vista aérea

A barragem situa-se dentro da Reserva regional de Cíjara, formada por lugares de grande beleza dentro das mais de 25 000 ha de extensão deste espaço protegido que dá refúgio a cervos, javalis, gamos, nutrias, águias, perdizes, linces ...
Ademais, a barragem do Cíjara constitui uma das melhores reservas nacionais de pesca na Estremadura, onde se podem encontrar instâncias de lucios, Micropterus salmoides, barbos.
A vegetação está formada por bosque e matorral mediterrâneos, ainda que em algumas zonas aparecem também pinheiros e eucaliptais de repopulação.

## Turismo
A represa de Cíjara tem várias áreas recreativas. Estas dispõem de estacionamentos para carros e parque de merendas com churrasqueiras. As atividades que mais se praticam são o banho em verão e as atividades náuticas como a navegação e a pesca. Também pode se realizar atividades de caminhada, bicicleta todo-terreno, rotas equestres, caça, observação de aves e educação meio ambiental.